# La Pobla de Roda
La Pobla de Roda (en castellà, La Puebla de Roda) és la capital del municipi d'Isàvena. Situada entre el riu Isàvena, el barranc de Carrasquer, al nord-oest per la Serra del Jordal i al sud-est pel turó on està situada Roda d'Isàvena, a una altitud mitjana de 751 m.
Al municipi hi ha boscos, pastures, matolls i garrigues. L'agricultura és majoritàriament de secà. La ramaderia és ovina i porcina.
El municipi d'Isàvena fou creat el 1964 entre la Pobla de Roda i Roda d'Isàvena (Decret 4003/64 de 3 de desembre), part de Merli (els pobles de Merli i Esdolomada) i els despoblats de Nocelles i Torrueco, en 1966; així com Rin de la Carrasca, nucli de població abandonat a la Serra del Jordal, el poble de Sant Esteve del Mall (que fins a 1970 fou del terme de Queixigar) i Serradui (1980).
Dista 110 km de la ciutat d'Osca. Es calcula que té uns 127 habitants. Pertany a la comarca de la Baixa Ribagorça, província d'Osca, Aragó.
La Cabanera Reial de la Portella abans de pujar pel camí del pedregal a Rin de la Carrasca passa per la Vall de l'Isàvena i per La Pobla de Roda.

## Arquitectura romànica d'Isàvena

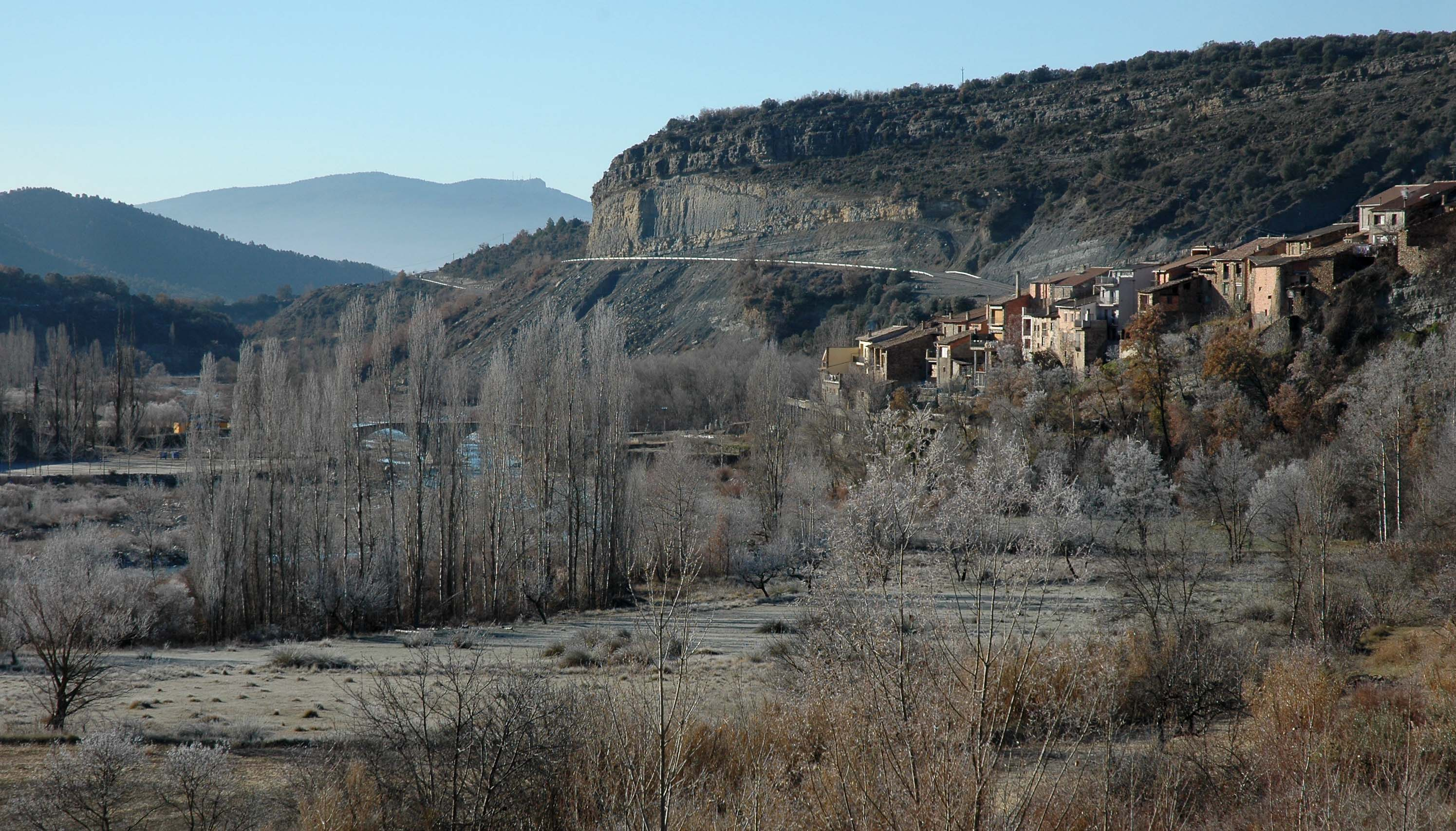
La Pobla de Roda

A dos quilòmetres de La Pobla de Roda trobem Roda d'Isàvena, antiga capital del comtat de Ribagorça, on hi ha una catedral romànica.
Destaca prop de la població de Roda d'Isàvena un pont romànic sobre el riu Isàvena.
També hi ha diverses ermites romàniques al terme, com la de la Mare de Déu del Tossal, prop de Sant Esteve del Mall.
Prop del municipi d'Isàvena, al municipi de Beranui, destaca també el monestir de Santa Maria d'Ovarra, nom d'origen basc, d'estil romànic llombard.